# Коли дел Тронто
Коли дел Тронто (итал. Colli del Tronto) насеље је у Италији у округу Асколи Пичено, региону Марке.
Према процени из 2011. у насељу је живело 1274 становника. Насеље се налази на надморској висини од 157 м.

## Становништво
| 1936. | 1951. | 1961. | 1971. | 1981. | 1991. | 2001. | 2011. |
| ----- | ----- | ----- | ----- | ----- | ----- | ----- | ----- |
| 1.967 | 2.003 | 2.197 | 2.249 | 2.394 | 2.721 | 3.152 | 3.566 |